# Infern - Cant Segon
El segon cant de l'Infern de Dante Alighieri serveix de pròleg al poema, i té lloc fora del bosc; estem al vespre del 8 abril de 1300 (divendres sant), o segons altres comentaristes del 25 de març de 1300 (aniversari de l'Encarnació de Jesucrist). En aquest cant Dante expressa els seus dubtes i la seva por a seguir el camí que li indica Virgili. Aquest el tranquil·litza i li explica que ha estat enviat per Beatriu, i li assegura que el guiarà pels bons oficis de les tres dones que tenen cura d'ell des del cel.

## Anàlisi del cant

### Els dubtes i els temors de Dante - vv. 1-42
Dante, després de passar una nit i un dia entre el bosc i el pendent del turó, cap a la nit
comença el seu viatge al més enllà. Tothom descansa a la terra, només Dante
està a punt d'embarcar-se en un viatge dur (la guerra) i potser superior a les
seves forces: es tracta de fet d'un viatge "sí del cammino" camí físic, però també "de la pietate" (de la pietat), és a dir també espiritual. Tota la Divina Comèdia és de fet com un camí de conversió, a través de l'expiació gradual del pecat a l'infern, la purificació al purgatori i la beatificació al Paradís.
Tot serà
explicat des de la" mente che
non erra"; "ment", aquí
utilitzada en el sentit de memòria que no s'equivoca i recorda el que va veure, és presa com
"mens" en el sentit llatí dels pares de l'Església.

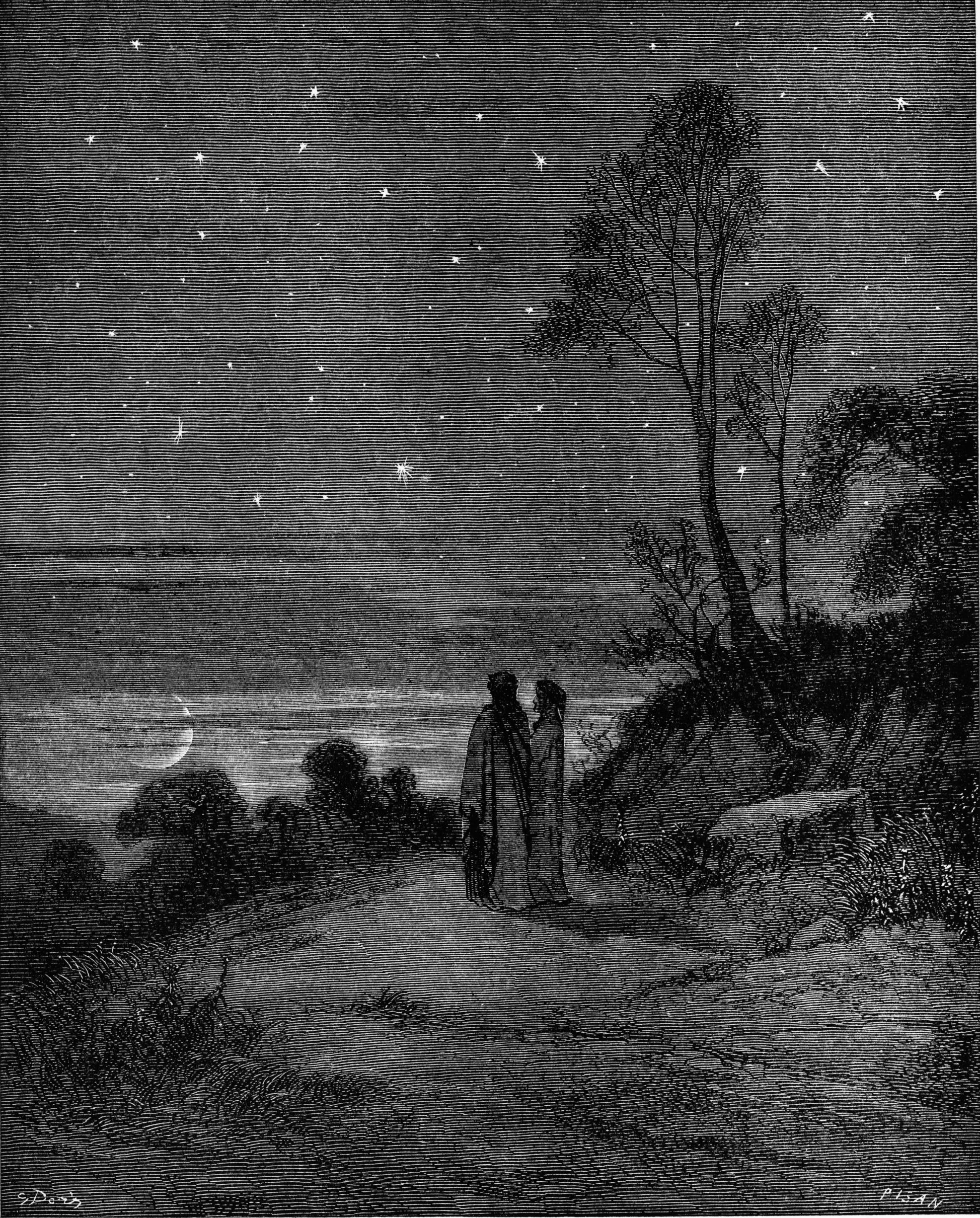
La nit
cau al començament del viatge, il·lustració de Gustave Doré

El segon cant és el prefaci del poema infernal i
per això Dante invoca les Muses per ajudar-lo en la difícil tasca d'informar justament
sense errors de tot el que ha estat vist: aquí es podrà veure la noblesa del seu enginy
com a poeta i com a home.
Aquesta reflexió sobre la grandesa de la seva memòria provoca en Dante una reflexió sobre la seva virtut: li
pregunta al mestre "guarda la mia virtú s'ell' è possente" que miri o
pensi si la seva virtut és prou forta,
és a dir, si estarà a l'altura de les circumstàncies, abans de partir per "l'alto passo"
(el difícil viatge, al llarg trànsit del temps de la vida, a la
dimensió de l'eternitat, interpretació més adequada al
significat del cant; que referit a la
difícil tasca de reportar per escrit allò que ha vist).
D'altres han
tingut l'experiència, encara vius, en el regne dels inferns:
. Enees pare de
Silvi, que va entrar en l'Avern "sensibilmente", és a dir, amb el
seu cos i els sentits, acompanyat per la
Sibil·la: A ell, Déu, adversari de tot mal, 
li va concedir perquè sabia la gran tasca que tenia al davant, la fundació de Roma capital
del món i Seu de l'Església Apostòlica (el lloc sant ("u'", ubi, és
a dir, "on") on seu el
successor del primer Pere), pel que
estava lluny de ser indigne. Justament per aquella visita a l'altre món va comprendre
coses que foren la causa del triomf i (passant a l'era cristiana) del mantell
papal.
. El "Vas de l'elecció", o Sant Pau
(en la segona carta als Corintis, l'apòstol diu que va ser segrestat i portat al tercer cel) que Déu li havia donat
la tasca de portar consol a la fe cristiana, necessitada, en el període els
orígens, de confirmació i coratge.
"I jo, per què he d'anar-hi?,
qui ho permet?
Si jo no sóc Eneas, ni sóc Pau;
Ni jo mateix, ni ningú, m'en creu
digne"
(Infern Cant segon.vv. 31-33)
Dante, per tant, no es considera
digne d'aquesta tasca (ni jo, ni altres em consideren digne de tant o bé tan
digne), perquè té por que si segueix Virgili, l'empresa sigui una bogeria: i
arriba fins i tot a incitar Virgili a entendre'l, ja que és savi. Així, en
aquest coster fosc, Dante es transforma
en algú "qui ja no vol el que volia", perquè nous pensaments l'han fet
canviar d'opinió i ara desvia el pensament d'aquell que tenia al principi de l'empresa
"i muda tant d'idea i pensament / que deixa allò que havia començat": per
tant, pensant i avaluant les pròpies forces, Dante lamenta la seva acceptació
precipitada per una empresa que "en començar, semblava tan planera".

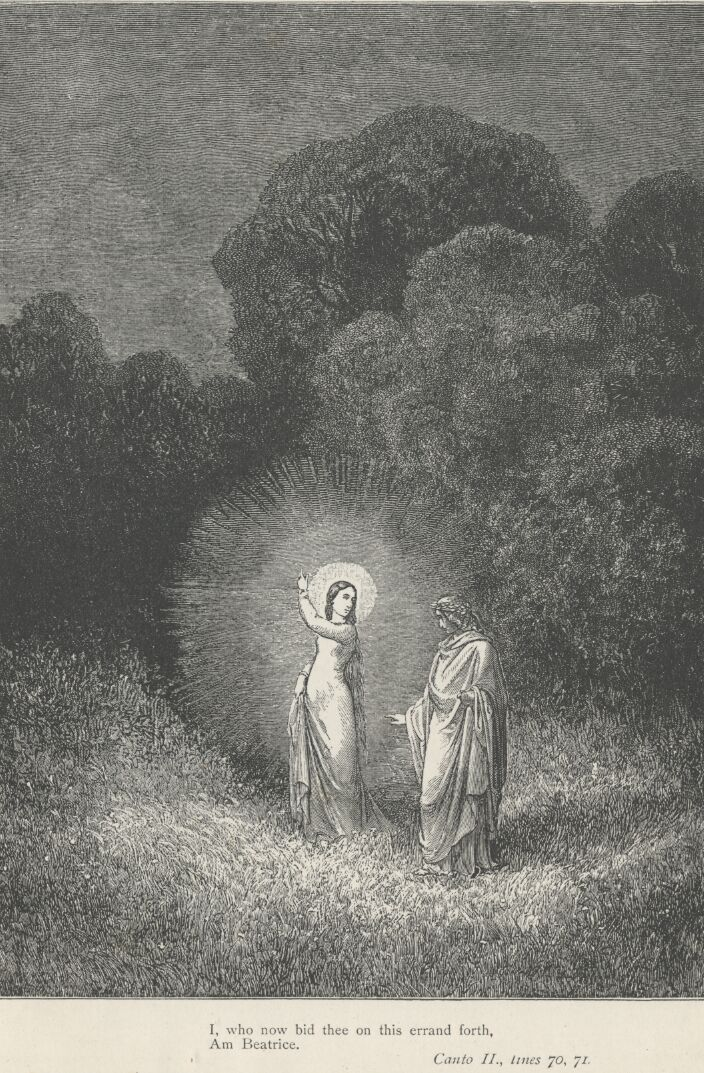
Trobada de Virgili amb Beatriu il·lustrada per Gustave Doré

### Consol de Virgili i l'ajut de les tres dones - vv. 43-126
Aquí es desplega sumptuosa i emotiva la resposta de
l'ombra magnànima de Virgili: (paràfrasi)
"Si entenc bé les teves paraules, la teva ànima està ofesa per covardia,
la qual bloqueja sovint els homes i els allunya de les empreses honorables,
com quan una bèstia s'espanta per alguna cosa que veu i que només és un ombra. Perquè descansis d'aquesta por;
t'explicaré per què he vingut a tu i que vaig sentir la primera vegada que
em vaig preocupar per tu".
Llavors
comença l'explicació del que li va passar a Virgili mentre Dante estava perdut
al bosc, amb un salt enrere (analepsi) contemporani als esdeveniments del Cant I i a moltes
veus.
Virgili estava entre els que estan en suspens; és a dir entre les ànimes dels Llimbs (que estan com veurem aviat,
suspeses entre el desig i la desesperació), quan va ser cridat per una dona tan beata i bella, que li va fer venir el
desig espontani de ser manat i d'obeir. Virgili no ho diu ara, però és la figura angelical de Beatriu, una de les protagonistes absolutes del poema, que
fa la seva entrada, indirectament, en aquest cant.
Ella tenia els ulls més brillants que un estel i va començar a dirigir-se a ell amb un parlar suau
i amable amb la veu d'àngel: (paràfrasi) "Oh ànima cortesa mantuana, la fama de la qual segueix viva en el món i durarà tant de
temps com el món", l'art retòrica cataloga aquest tipus d'introducció com
"captatio benevolentiae" (captació de la benvolença del que escolta),
i pel que sembla ni la dona beata i bella desdenya el cànon de l'art retòrica, "un amic meu (Dante), i no de la ventura", això significarà "que ha estat amic meu
de veritat i no accidental" (interpretació ambigua, en general parafrasejat com una nota a l'amor diví i els
llaços espirituals que lliguen a tots dos).
L'amic, Dante, està aturat en el
camí del coster desert, "tant barrat, que de por ja se'n torna" i
tinc por que ja s'hagi perdut i que jo m'hagi alçat massa tard per ajudar-lo,
després que he sentit el que m'han dit d'ell al cel... Ara vés i amb la teva bella
art retòrica ("art de la paraula") i amb tot allò que calgui per
salvar-lo, ajuda'l, que em serà de gran consol. Qui t'hi fa anar sóc jo, Beatriu, i vinc del lloc on
vull tornar, d'on em va moure l'amor (terme deliberadament ambigu: amor per
Dante?, o l'esperit de caritat genèric?, o
Déu mateix?), que em fa parlar. Quan torni "davant del meu senyor, sovint
li parlaré molt bé de tu".
De fet és
Beatriu, la famosa Beatriu, que sembla que era filla d'un tal Folco Portinari possiblement
dona de Simone dei Bardi, banquer, morta a 24 anys en el 1290. Al voltant
del seu nom i la seva persona estimadíssima gira tota l'obra de Dante
Alighieri; almenys a partir de la Vida Nova, llibret en el qual el poeta al
llindar dels trenta anys, exposa en vers i prosa elegantment enigmàtica, la
fràgil i portentosa història del seu amor per aquella benaurada, i la
mort d'ella.
Virgili respon
entusiasta:(paràfrasi) Oh dona de virtut, la virtut de la qual per si sola permet al gènere
humà dominar sobre tot allò que està contingut (contenuto: contento) en el món
sublunar, és a dir sota el cel de la lluna que és aquell de menor rotació (el
més petit), dient-li que
és tan feliç amb la seva comanda que no veu l'hora d'obeir, només que ella li
digués el seu desig ("il tuo talento"); també es pregunta quina és la
raó per la qual ella no ha tingut por de baixar fins al centre de l'univers,
des del lloc on ella vol tornar al més aviat possible (la Terra era el centre
de l'univers en el sistema de Ptolemeu i els pares de l'Església; i en el centre
de la terra se situava l'Infern que era el punt més allunyat de Déu).
Llavors Beatriu respon breument que no tem l'infern, perquè no és una cosa que a ella
pugui fer-li mal, com a criatura divina no tenen efecte sobre ella les flames
d'aquell incendi. Hi ha "una dama" al cel (probablement la Mare de Déu) que sent
llàstima pel "mal pas" on es troba Dante i on ara ella envia a
Virgili i que amb la seva misericòrdia trenca el sever judici diví; aquesta li
va pregar a Llúcia que protegís aquell fidel seu (en el Convivio III 9, 15-16
Dante menciona que tenia una malaltia ocular greu i que va requerir l'ajuda de la
protectora dels ulls).
Llúcia llavors es va adreçar a Beatriu, que estava asseguda al costat de Raquel i li va dir (es
fa notar com les paraules de Llúcia són contades per Beatriu a través de la
història de Virgili, a través de la narració de Dante): (paràfrasi)
"Beatriu, veritable lloança de Déu, perquè no ajudes aquell que et va
estimar tant i que per tu va sortir del "rengle vulgar"? (una altra
vegada surt el tema de l'amor espiritual que eleva els homes). No sents el
dolor del seu plor, no veus com "l'ataca la mort a la vora d'un riu més
fort que el mar?". Beatriu passa a explicar la forma en què es va apressar
baixant des del seu "escó del cel" en la confiança de la manera honesta
de parlar de Virgili, que l'honora a ell i a qui l'escolta.
En acabar de referir el
discurs de Beatriu, Virgili segueix: s'havia notat plorar els seus ulls després del dolç discurs de Beatriu i acudí ràpidament on era Dante, com ella havia
desitjat; el va apartar de davant d'aquella bèstia (la lloba), que li havia
impedit el camí curt de la muntanya. Per què encara, doncs, prorromp Virgili, dubtes encara? Per què et
complau d'acollir en el cor tanta vilesa? No en tens prou que aquelles tres
dones benaurades prenguin cura de tu en la cort celestial i
que la meva eloqüència et prometi un premi tan gran?
Fins i tot el viatge de
Dante respon a un designi providencial, com els d'Enees i St. Pau. És
volgut per Déu, no és només la realització i l'elecció personal, sinó que també es configura en els seus
aspectes generals com el viatge de tota la humanitat per trobar la pau i la
justícia.
Les tres dones són probablement tres moments de la Gràcia: Gràcia previnent (la Verge), la Gràcia
il·luminant (Santa Llúcia) i Gràcia operant (Beatriu).

### Nova confiança de Dante - vv. 127-142

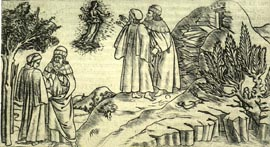
Baccio
Baldini, Virgili mostra a Dante Beatriu al cel

Tranquil·litzat per aquestes paraules, Dante s'anima (es desperta), com aquelles flors que el gel de la nit "inclina i tanca" "es drecen ben obertes en la tija" quan el sol les escalfa. Sense cap dubte, dona gràcies a Beatriu (pietosa) i a Virgili (cortès) i se sent preparat per seguir-lo en el seu difícil camí, com ja havia decidit en un principi: les dues voluntats són ara una sola, és a dir, Dante està d'acord amb Virgili, el seu guia (qui el precedeix en el camí), senyor (qui pren les decisions, qui mana) i mestre (qui explica i resol els dubtes).
Llavors Dante comença a moure's i entra en "una senda aspra i silvestre", és a dir àrdua i salvatge.